# Старица и млада жена са свећом
Две жене са свећом или Старица и млада жена са свећом (хол. Oude vrouw en jongen met kaarsen) је слика фламанског уметника барока Петера Паула Рубенса. Сматра се да је настала у периоду између 1616. и 1617. године. Употреба кјароскура показује снажан утицај Каравађових дела са којима се Рубенс упознато током боравка у Риму. Слика Старица и млада жена са свећом налази се у Краљевској галерији слика Маурицхејс, у Хагу, у Холандији. 

## Историја
Слика Старица и млада жена са свећом налазила се у власништу сликара све до његове смрти 1640. године, а затим се верује да је прешла у посед његовог зета Арнолда Лундерса. Са овом сликом, може да се идентификује и слика из 1646. године, чији је власник Милман из Риге . До 1801. године, дело се нашло у колекцији Џорџа Роџерса а затим је прешло у власништво Хејстингса Елвина. Елвин је слику продао француском сликару Алексису Делахантеу, за 950 гвинеја, у Лондону, 23. марта 1806. године. Француз је убрзо слику продао за 2000 гвинеја Чарлсу Данкомбу, I барону Февершема.
Рубенсова слика се преносила с колена на колено кроз породицу Данкомб, све док 1947. године, није продата Франсису Франсису на Бахамима, а затим позајмљена Музеју лепих уметности у Бостону. Слика је враћена у Лондон 1965. године, где ју је аукцијска кућа Сотбизу продала компанији за препродају уметнина „Thomas Agnew & Sons” за 19.000 фунти, која ју је одмах продала приватном колекционару. 
Слика Старица и млада жена са свећом се поново нашла на Сотбизовој аукцији када је продата за 2,5 милиона фунти компанији „Otto Naumann Limited”, 7. јула 2004. године. Следеће године, слика је нашла пут до садашњих власника, захваљујући многобројним прилозима. 